# Chuapalca
Chuapalca es un caserío peruano ubicado a aproximadamente 4200 m s. n. m. sobre el nivel del mar en la el distrito de Tarata, provincia de Tarata, departamento de Tacna.

## Geografía
Chuapalca está ubicada en la Provincia de Tarata, en Tacna a 4200 metros sobre el nivel del mar.

### Clima
En Chuapalca, se encuentra el clima de estepa local. A lo largo del año llueve poco en Chuapalca y tiene un clima frío y seco durante todo el año. La temperatura media anual en Chuapalca se encuentra a 5.3 °C. Hay alrededor de 378 mm de precipitaciones. La mínima temperatura que ha registrado en su historia fue -28.3 °C el 17 de agosto de 2003. Su temperatura oscila normalmente en -14 °C (junio -14 °C, julio -13.8 °C y agosto -14 °C).
| Parámetros climáticos promedio de Chuapalca | Parámetros climáticos promedio de Chuapalca | Parámetros climáticos promedio de Chuapalca | Parámetros climáticos promedio de Chuapalca | Parámetros climáticos promedio de Chuapalca | Parámetros climáticos promedio de Chuapalca | Parámetros climáticos promedio de Chuapalca | Parámetros climáticos promedio de Chuapalca | Parámetros climáticos promedio de Chuapalca | Parámetros climáticos promedio de Chuapalca | Parámetros climáticos promedio de Chuapalca | Parámetros climáticos promedio de Chuapalca | Parámetros climáticos promedio de Chuapalca | Parámetros climáticos promedio de Chuapalca |
| Mes                                         | Ene.                                        | Feb.                                        | Mar.                                        | Abr.                                        | May.                                        | Jun.                                        | Jul.                                        | Ago.                                        | Sep.                                        | Oct.                                        | Nov.                                        | Dic.                                        | Anual                                       |
| ------------------------------------------- | ------------------------------------------- | ------------------------------------------- | ------------------------------------------- | ------------------------------------------- | ------------------------------------------- | ------------------------------------------- | ------------------------------------------- | ------------------------------------------- | ------------------------------------------- | ------------------------------------------- | ------------------------------------------- | ------------------------------------------- | ------------------------------------------- |
| Temp. máx. abs. (°C)                        | 18                                          | 17                                          | 18                                          | 18                                          | 18                                          | 18                                          | 17                                          | 18                                          | 19                                          | 20                                          | 20                                          | 20                                          | 20                                          |
| Temp. máx. media (°C)                       | 14.7                                        | 14.1                                        | 14.2                                        | 14.4                                        | 13                                          | 11.7                                        | 11.2                                        | 12.7                                        | 13.5                                        | 15.3                                        | 15.7                                        | 15.4                                        | 13.8                                        |
| Temp. media (°C)                            | 7.5                                         | 7.4                                         | 6.4                                         | 5.7                                         | 1.9                                         | -1.15                                       | -1.3                                        | -0.65                                       | 1.7                                         | 4.9                                         | 6.3                                         | 7.4                                         | 3.8                                         |
| Temp. mín. media (°C)                       | 0.3                                         | 0.7                                         | -1.4                                        | -3                                          | -9.1                                        | -14                                         | -13.8                                       | -14                                         | -10.1                                       | -5.5                                        | -3.1                                        | -0.5                                        | -6.1                                        |
| Temp. mín. abs. (°C)                        | -9.5                                        | -9.5                                        | -12.8                                       | -20                                         | -20.6                                       | -25                                         | -27.3                                       | -28.3                                       | -21.4                                       | -18                                         | -16.8                                       | -15                                         | -28.3                                       |
| Precipitación total (mm)                    | 102                                         | 101                                         | 74                                          | 8                                           | 3                                           | 1                                           | 1                                           | 3                                           | 3                                           | 7                                           | 18                                          | 59                                          | 380                                         |
| Días de precipitaciones (≥ )                | 19                                          | 18                                          | 17                                          | 4                                           | 2                                           | 0                                           | 0                                           | 2                                           | 2                                           | 4                                           | 9                                           | 13                                          | 90                                          |
| Días de nevadas (≥ 1 mm)                    | 1                                           | 1                                           | 0                                           | 0                                           | 0                                           | 0                                           | 1                                           | 3                                           | 1                                           | 0                                           | 0                                           | 0                                           | 7                                           |
| Fuente n.º 1: Climate-data.org              |                                             |                                             |                                             |                                             |                                             |                                             |                                             |                                             |                                             |                                             |                                             |                                             |                                             |
| Fuente n.º 2: Senamhi                       |                                             |                                             |                                             |                                             |                                             |                                             |                                             |                                             |                                             |                                             |                                             |                                             |                                             |

### Idioma
Los pobladores de Chuapalca hablan aimara, castellano y quechua